# (4487) Pocahontas
(4487) Pocahontas es un asteroide que forma parte de los asteroides Amor y fue descubierto por Carolyn Jean S. Shoemaker el 17 de octubre de 1987 desde el observatorio del Monte Palomar, Estados Unidos.

## Designación y nombre
Pocahontas recibió al principio la designación de 1987 UA.
Más adelante, en 1991, se nombró en honor de la princesa algonquina Pocahontas (h.1595-1617).

## Características orbitales
Pocahontas orbita a una distancia media del Sol de 1,731 ua, pudiendo acercarse hasta 1,217 ua y alejarse hasta 2,244 ua. Su inclinación orbital es 16,4 grados y la excentricidad 0,2965. Emplea en completar una órbita alrededor del Sol 831,5 días.
Pocahontas es un asteroide cercano a la Tierra.

## Características físicas
La magnitud absoluta de Pocahontas es 17,4.